# Невилл, Ральф, 4-й граф Уэстморленд
Ральф Невилл (англ. Ralph Neville; 21 февраля 1498 — 24 апреля 1549) — английский аристократ и военачальник, 4-й граф Уэстморленд, 7-й барон Невилл из Рэби и 3-й барон Невилл с 1499 года, сын лорда Ральфа Невилла от брака с Элис Сандис, внук и наследник Ральфа Невилла, 3-го графа Уэстморленда. Рыцарь ордена Подвязки с 1525 года, член Тайного совета с 1526 года.
До 1520 года Ральф, унаследовавший в младенческом возрасте владения и титулы деда, воспитывался в семье Эдварда Стаффорда, 3-го герцога Бекингема, женившего его на своей дочери. 7 ноября 1520 года он принёс королю Генриху VIII оммаж за свои владения, а в 1523 году был посвящён в рыцари. Большую часть своей последующий жизни Ральф провёл в Северной Англии, где занимал ряд должностей. Во время восстания 1536 года, вошедшего в историю под названием Благодатное паломничество, сохранил верность королю, хотя захвачен мятежниками в плен и был вынужден отправить своего младшего сына к восставшим.

## Происхождение
Ральф происходил из старшей ветви аристократического английского рода Невиллов, который был вторым по значимости родом в Северно-Восточной Англии после рода Перси.
В начале XV века род разделился на 2 ветви потомков Ральфа Невилла, 1-го графа Уэстморленда, от двух браков: старшую, потомков Джона Невилла, старшего сына от первого брака с Маргарет Стаффорд, и младшую, детей от второго брака с Джоан Бофорт, легитимизированной дочери Джона Гонта, герцога Ланкастера и Екатерины Суинфорд. В результате действий 1-го графа Уэстморленда, которые названы историком Чарльзом Россом «амбициозным семейным мошенничеством», потомки его старшего сына от первого брака были лишены большей части законного наследства, что привело к ожесточённым спорам о наследстве Невиллов, которые переросли в феодальную войну. Старший из сыновей Ральф Невилл, и получил в 1425 году титул 2-го графа Уэстморленда, однако его попытки вернуть наследство деда у потомков Джоан Бофорт, самым могущественным из которых был Ричард Невилл, 5-й граф Солсбери, были безуспешны. Только в 1443 году было достигнуто формальное урегулирование земельного спора. Хотя граф Уэстморленд и смог получить родовой замок Рэби в Дареме, однако остальные владения так и остались у графа Солсбери. В итоге представители старшей ветви Невиллов продолжали обижаться на своих кузенов. В результате конфликт окончательно так и не угас; он привёл к тому, что во время политических событий 1450-х годов, которые привели к войне Алой и Белой розы, представители двух ветвей Невиллов оказались в разных лагерях: потомки Маргарет Стаффорд поддерживали Ланкастеров, а потомки Джоан Бофорт (граф Солсбери и его сыновья) — Йорков.
Отцом Ральфа Невилла был лорд Ральф Невилл, сын и наследник Ральфа Невилла, 3-го графа Невилла, племянник Ральфа Невилла, 2-го графа Уэстморленда. Ральф родился от второго брака отца с Элис Сандис (ум. 22 августа 1529), дочерью сэра Уильяма Сандиса, владевшего поместьями Вайн и Эндовер в Гэмпшире, и Маргарет Чейни. Также в этом браке родился ещё один сын, неизвестный по имени, умерший в младенчестве.

## Биография
Ральф родился 21 февраля 1498 года. В этому же году умер его отец, а 1499 году — дед, после чего малолетний Ральф унаследовал его владения и титулы, включая титул графа Уэстморленда. Мать Ральфа вышла замуж вторично за Томаса Дарси, 1-го барона Дарси, а сам он 9 июня 1510 года был передан под опеку Эдварда Стаффорда, 3-го герцога Бекингема. Ещё будучи ребёнком, он был обручён с Элизабет Стаффорд, дочерью своего опекуна, однако позже она была выдана замуж за Томаса Говарда, наследника графа Суррей (позже — герцога Норфолка). Ральфа же герцог Бекингем женил на другой своей дочери — Кэтрин. Брак был заключён не позднее июля 1520 года, в нём родилось 18 детей.
Летом 1520 году Ральф сопровождал Генриха VIII в его поездке во Францию. В июне он присутствовал на встрече английского короля с французским королём Франциском I на Поле золотой парчи, а в июле — на встрече в Гравлине с императором Карлом V. 7 ноября того же года Ральф принёс Генриху VIII оммаж за свои владения. В 1522 году Ральф присутствовал на приёме императора, когда тот посетил Англию. В 1523 году он был посвящён в рыцари графом Сурреем, в июне 1525 стал рыцарем ордена Подвязки, а в феврале 1526 года вошёл в состав Тайного совета.
В дальнейшем Ральф принимал участие в политической жизни Англии. В июле 1530 года он подписал письмо папе римскому Клименту VII, в котором Генрих VIII высказывал своё желание аннулировать брак с Екатериной Арагонской. В мае 1536 года он был одним из пэров, которые судили вторую жену короля, Анну Болейн. В ноябре 1537 года Ральф присутствовал на похоронах третьей жены Генриха VIII, Джейн Сеймур. Но в основном граф Уэстморленд находился на службе в Северной Англии — в Англо-Шотландском пограничье. В 1522 и 1523 годах он участвовал в кампаниях против Шотландии. С октября 1525 по сентябрь 1526 года он занимал должность заместителя капитана Берика и помощника Хранителя Восточной и Средней Шотландских марок. В январе 1526 года Ральф возглавлял группу послов, которые были посланы для заключения перемирия с Шотландией. В мае 1534 года он служил в комиссии по расследованию обвинений в измене лорда Дакра. В том же месяце, когда епископ Дарема Кутберт Тунсталл был заподозрен в нелояльности к короне, граф Уэстморлденд вместе с графом Камберлендом обыскивали епископский дворец Окленд, однако никакого компромата не нашли. В июне и июле 1535 года Ральф участвовал в подавлении беспорядков в Нортумберленде, Камберленде и Уэстморленде.
Не совсем ясно отношение графа Уэстморленда в 1536 году к восстанию, вошедшему в историю под названием Благодатное паломничество, во время которого он повёл себя неоднозначно. Некоторые современники считали, что он сочувствует восстанию. Однако, хотя Ральф и отправил своего младшего сына на сбор повстанцев, очень похоже на то, что его принудили сделать подобный шаг, поскольку его люди его оставили, а сам он был захвачен жителями Ричмонда. При этом граф Уэсморленд смог сообщить герцогу Норфолку о своих проблемах, а король в письме, датированным 7 ноября 1536 года, выразил ему доверие, прокомментировав «опасность, которой он подвергался от мятежников», и то, что он уберегся от «заражения их предательским ядом»; также Генрих VIII обещал наградить его, но в письме от 17 марта 1537 года герцог Норфолк описал графа как «человека, вспыльчивого и торопящегося по натуре», а что он не подходит для назначения на должность хранителя Восточной и Средней Шотландских марок. Этой должности граф Уэстморленд, судя по всему, хотел избежать, в отличие от Норфолка, который, таким образом, возможно, хотел устранить возможного конкурента. При этом анонимный автор в 1538 году назвал Ральфа «великой силой, которой не обладает умом или компетентностью», что, возможно, перекликается с более ранним сообщением о том, что по большей части делами за графа Уэсморленда занималась его жена. Какими бы не были недостатки Ральфа, 14 января 1537 года он был назначен членом восстановленного Совета Севера. Именно графу Уэстморленду было поручено охранять Восточную и Среднюю Шотландские марки, когда Эдуард Сеймур, граф Хартфорд, вторгся в Шотландию в мае 1544 года.
Ральф умер 24 апреля 1549 года и был похоронен в Стайндропе в графстве Дареме, недалеко от родового замка Рэби. Его вдова дожила до 14 мая 1555 года и была похоронена 17 мая в лондонской церкви Святого Леонарда в Шордиче. Наследовал ему старший из сыновей, Генри.

## Брак и дети
Жена: ранее июля 1520 Кэтрин Стаффорд (ок. 1499 — 14 мая 1555), дочь Эдварда Стаффорда, 3-го герцога Бекингема, и Элеоноры Перси. В этом браке родилось 18 детей (7 сыновей и 11 дочерей), в их числе:
- Генри Невилл (1524/1525 — 10 февраля 1564), 5-й граф Уэстморленд, 8-й барон Невилл из Рэби и 4-й барон Невилл с 1549[14][15].
- Маргарет Невилл (ум. 13 октября 1559); муж: с 3 июля 1536 Генри Маннерс (ум. 17 сентября 1563), 2-й граф Ратленд и 13-й барон Рос из Хелмси с 1543[14][15].
- Дороти Невилл (ум. между 17 декабря 1545 и 27 июня 1547); муж: с 3 июля 1536 Джон де Вер (1516 — 3 августа 1562), 16-й граф Оксфорд с 1540[14][15].
- Ральф Невилл (ум. 1565)[18].
- Томас Невилл[18].
- сэр Кристофер Невилл; жена: Энн Фулторп, дочь Джона Фулторпа[14][15].
- сэр Джордж Невилл[18].
- Элизабет Невилл; муж: ранее 1546 Томас Дакр (ок. 1526 — ок. 1566), 4-й барон Дакр из Гисланда с 1563[14][15].
- Кутберт Невилл (ум. после 1569), лидер восстания 1569 года за восстановления католичества в Дареме[14][15].
- Элеанор Невилл; муж: Бриан Стэплтон (ум. 13 декабря 1606)[14][15].
- Мэри Невилл; муж: сэр Томас Дэнби[14][15].
- Анна Невилл; муж: с ок. 1553 Фальк Гревилл (ум. 1606), 4-й барон Уиллоуби де Брок с 1560[14][15].
- Урсула Невилл[18].
- сэр Уильям Невилл[18].